# Louppy-sur-Loison
Louppy-sur-Loison ist eine französische Gemeinde mit 118 Einwohnern (Stand: 1. Januar 2022) im Département Meuse in der Region Grand Est (bis 2015 Lothringen). Sie gehört zum Arrondissement Verdun und ist Teil des Kantons Montmédy. 

## Geografie
Louppy-sur-Loison liegt etwa 45 Kilometer nordnordwestlich von Verdun am Loison. Umgeben wird Louppy-sur-Loison von den Nachbargemeinden Juvigny-sur-Loison im Norden, Iré-le-Sec im Nordosten, Remoiville im Osten, Brandeville im Süden und Südwesten, Muryaux im Südwesten sowie Mouzay im Westen und Südwesten.

## Bevölkerungsentwicklung
| Jahr                      | 1962 | 1968 | 1975 | 1982 | 1990 | 1999 | 2006 | 2011 | 2016 |
| Einwohner                 | 185  | 159  | 146  | 111  | 113  | 122  | 120  | 126  | 137  |
| Quelle: Cassini und INSEE |      |      |      |      |      |      |      |      |      |

## Sehenswürdigkeiten
- Kirche Sainte-Madeleine aus dem 11. Jahrhundert
- Kirche Saint-Martin aus dem 19. Jahrhundert
- Burgruine
- Schloss Louppy von 1632

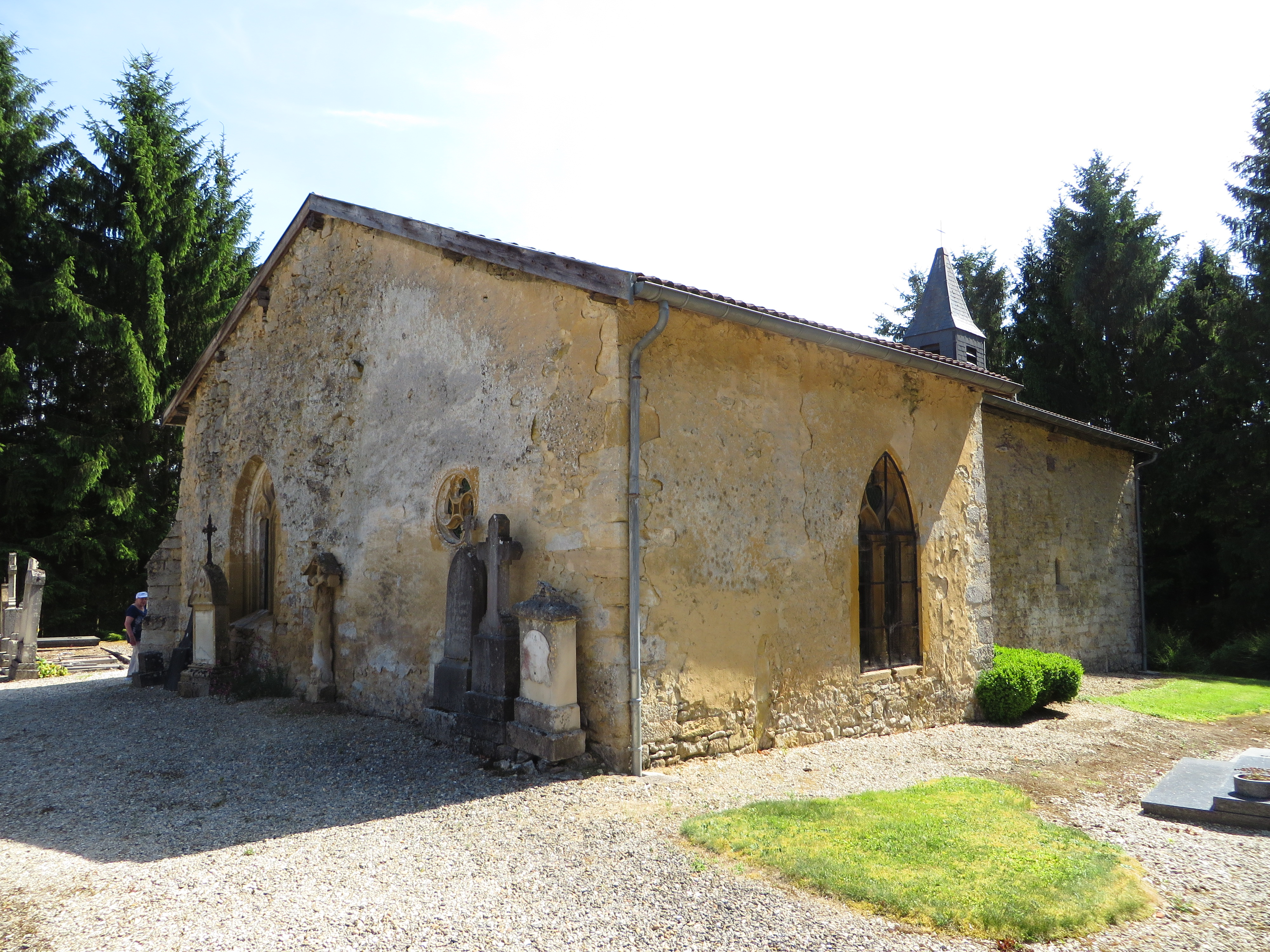
Kirche Sainte-Madeleine
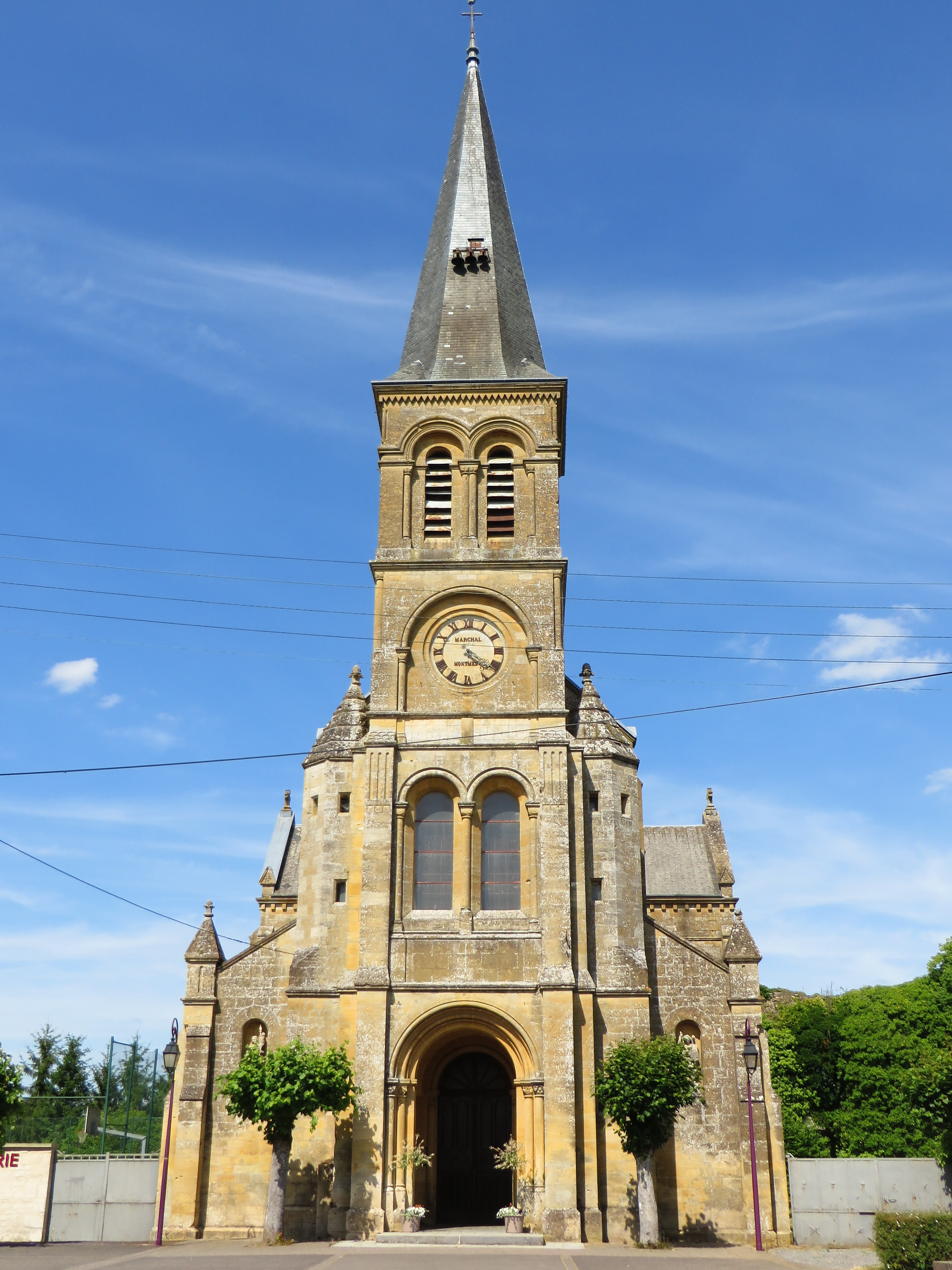
Kirche Saint-Martin
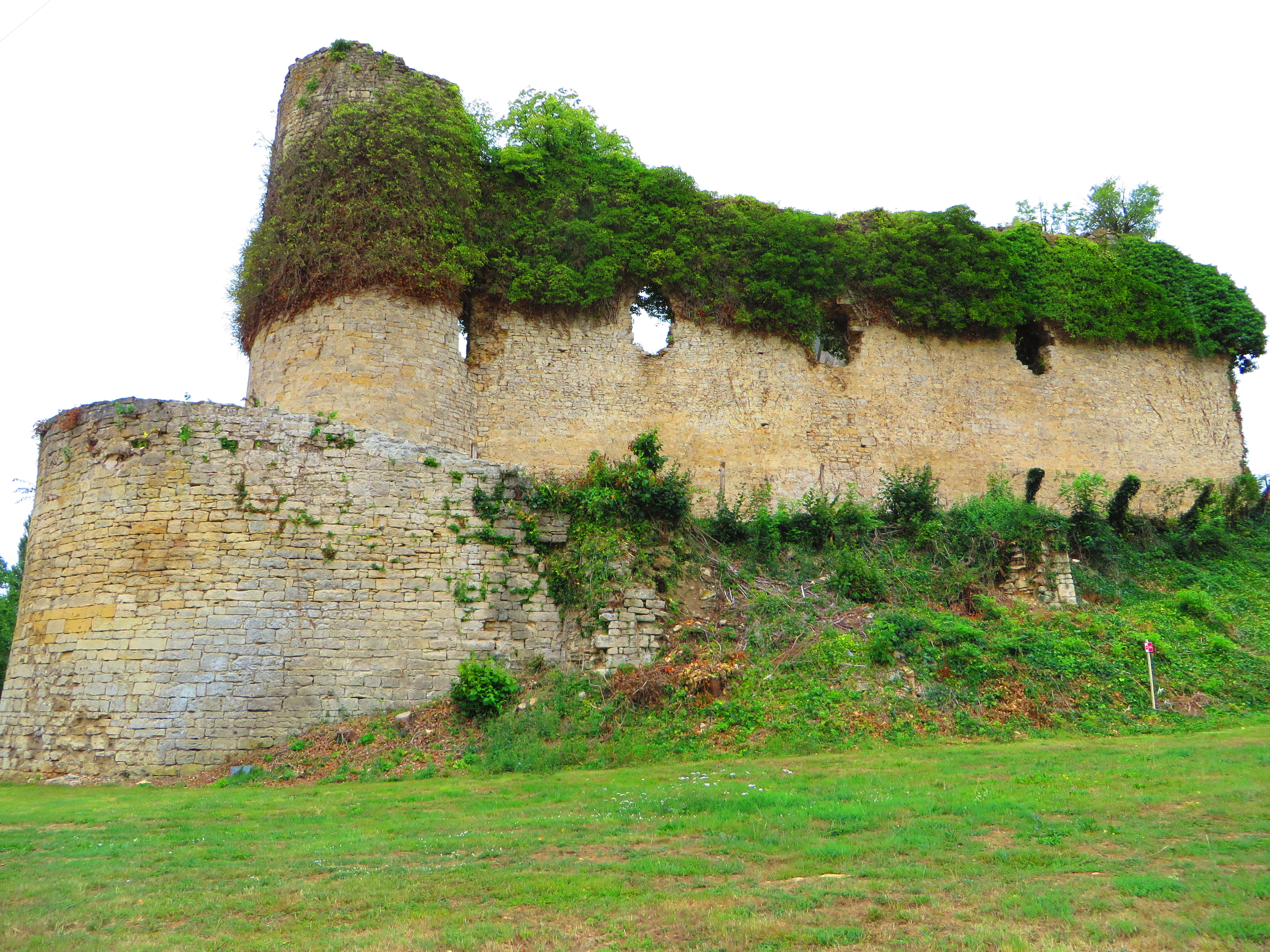
Burgruine
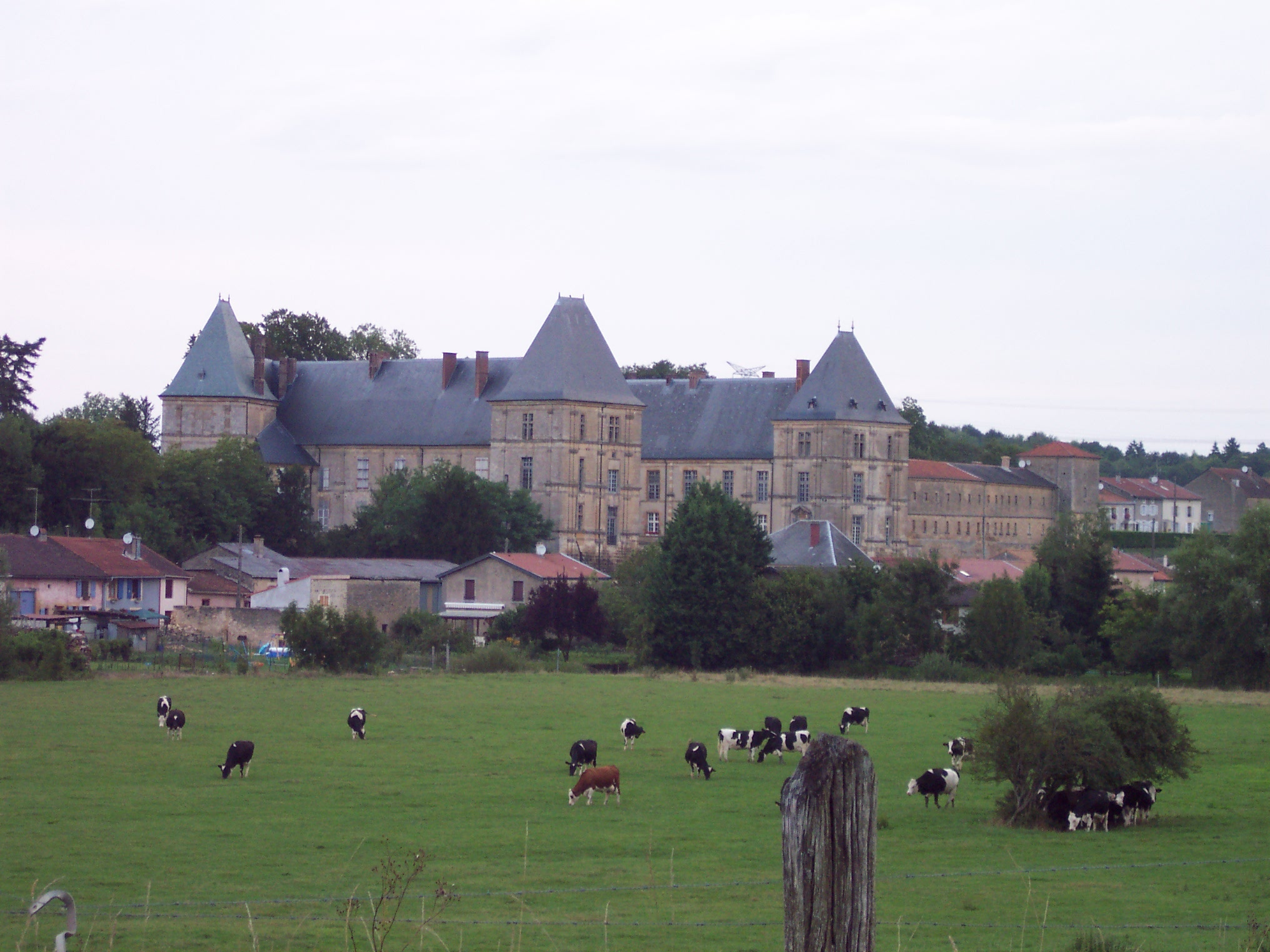
Schloss Louppy